# Computational Geometry
Pour les articles homonymes, voir Computational geometry (homonymie).
Computational Geometry, connu également sous le nom de Computational Geometry : Theory and Applications, est une revue mathématiques à évaluation par les pairs en recherche théorique et appliquée en géométrie algorithmique, ses applications, ses techniques, et la conception et l'analyse d'algorithmes géométriques. Elle est publiée par Elsevier.

## Description
La revue couvre tous les aspects traditionnels de la géométrie algorithmique, y compris les aspects numériques, de théorie des graphes et combinatoires, ainsi que les problèmes fondamentaux dans divers domaines d'application de la géométrie algorithmique en infographie, reconnaissance de formes, traitement d'images, robotique, electronic design automation, CAD/CAM, et systèmes d'information géographique.
La revue a été fondée en 1991 par Jörg-Rüdiger Sack et Jorge Urrutia Galicia (en)
Les articles sont regroupés en volumes trimestriels selon le modèle d'Elsevier. Chaque article porte un numéro, attribué séquentiellement, au moment de l’acceptation. 

## Résumé et indexation
La revue est indexée par les bases bibliographiques usuelles d'Elsevier, et notamment par Mathematical Reviews, Zentralblatt MATH, Science Citation Index, et Current Contents/Engineering, Computing and Technology.
D'après Cite Score, le journal a, en 2020, un facteur d'impact de 0,476.
Sur SCImago Journal Rank, il est de 0,47

## Articles liés
- Discrete & Computational Geometry
- International Journal of Computational Geometry and Applications
- Journal of Computational Geometry
- Publications en géométrie algorithmique (en)